# لويس إدواردو مورينو
لويس إدواردو مورينو (بالإسبانية: Luis Eduardo Moreno)‏ هو أكاديمي كولومبي، ولد في 28 أكتوبر 1934 في بيريرا في كولومبيا، وتوفي في 9 مايو 1996 في بوغوتا في كولومبيا بسبب نوبة قلبية.